# إدارة الضيافة

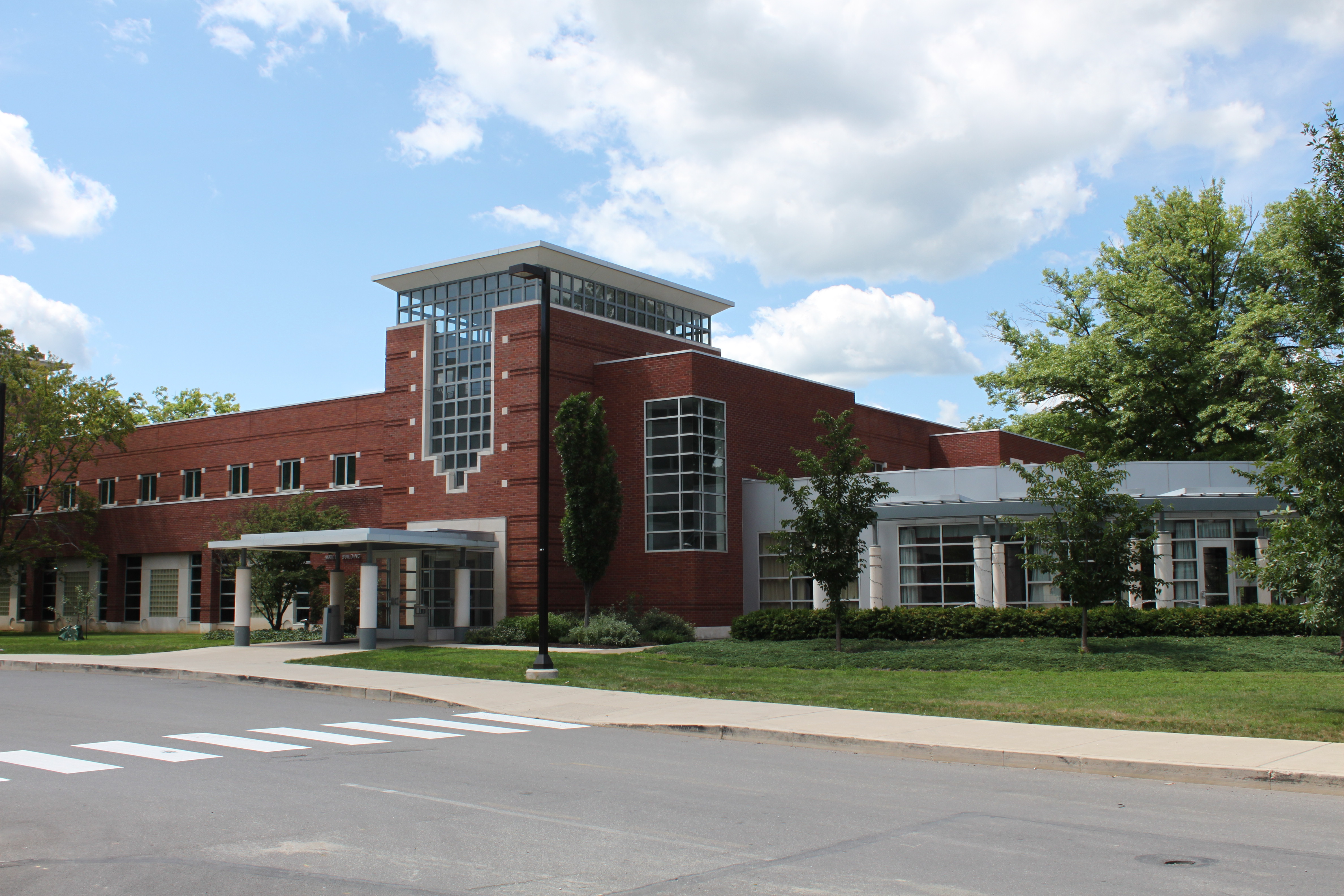
مبني ماتير - مدرسة ولاية بنسلفانيا لإدارة الضيافة

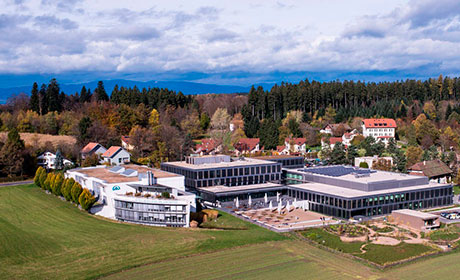
مدرسة لوزان لإدارة الضيافة إكول أوتيلير دي لوزان

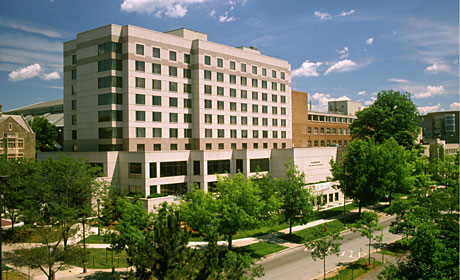
كلية جامعة كورنيل لإدارة الفنادق

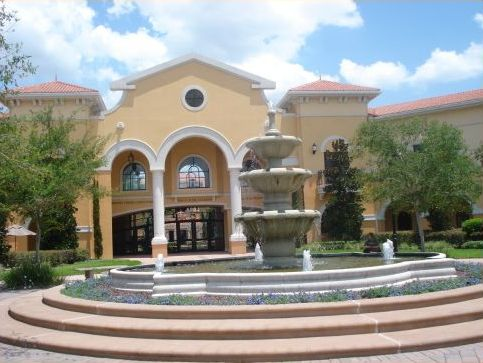
جامعة وسط فلوريدا روزن كلية إدارة الضيافة

إدارة الضيافة هي دراسة صناعة الضيافة. ويمكن منح درجة في هذا المجال إما من قبل كلية جامعية مكرسة لدراسات إدارة الضيافة أو كلية إدارة الأعمال بقسم ذو صلة. ويمكن أيضا أن يشار إلى درجات في إدارة الضيافة باسم إدارة الفنادق، وإدارة الفنادق والسياحة. الدرجات الممنوحة في هذا المجال الأكاديمي تشمل بكالوريوس في إدارة الأعمال، وبكالوريوس العلوم، وماجستير العلوم التطبيقية، وماجستير في إدارة الأعمال، والدكتوراه. وتغطي إدارة الضيافة الفنادق والمطاعم والسفن السياحية، والمتنزهات، ومنظمات التسويق، ومراكز المؤتمرات، والنوادي الدولية.

## المنهج الدراسي
في الولايات المتحدة، تتبع مناهج إدارة الضيافة والسياحة مواد أساسية مماثلة لتطبيقات كلية الأعمال، ولكن مع التركيز على إدارة الضيافة. وتشمل الموضوعات الأساسية المحاسبة والإدارة والمالية ونظم المعلومات والتسويق وإدارة الموارد البشرية والعلاقات العامة والاستراتيجية والأساليب الكمية، والدراسات القطاعية في مختلف مجالات أعمال الضيافة.

### الخيار النباتي
في عام 2016، بدأت وزارة السياحة، التابعة لحكومة الهند بمنح طلاب إدارة الضيافة خيار اختيار الطبخ النباتي فقط. وقد تم تقديم ذلك في ثلاثة من معاهد إدارة الضيافة (في أحمد آباد، وبوبال، وجايبور) التابعة للوزارة. في وقت سابق، على غرار نمط المناهج الدراسية في معظم معاهد الطهي في العالم، كان إلزاميا لجميع طلاب المعاهد تعلم الطبخ غير النباتي. هذا القرار لتقديم خيار نباتي من قبل الوزارة قد يكون الأول من بين أي من معاهد تدريب الضيافة في العالم. ومن المتوقع أن جميع المعاهد في الهند ستبدأ تقديم خيار الطبخ النباتي من العام الدراسي 2017 فصاعدًا.

## ترتيب برامج منح الشهادات
هذه القوائم العشرة الأولى هي محددة للإدارات التي تعطي على وجه التحديد درجات في مجال الضيافة نفسها. للحصول على نوع أكثر عمومية من الدرجة، وأصناف مماثلة لبلدان أخرى. للحصول على درجات صناعة الضيافة ذات الصلة بالمطاعم في التغذية. للحصول على التصنيف العام للجامعات حسب المقاييس المختلفة، انظر تصنيف الجامعات والكليات.

### استطلاعات الرأي لأصحاب العمل في صناعة الضيافة
في دراسة استقصائية واسعة النطاق أجراها كبار المديرين من الفنادق الفاخرة في عام 2013، أجرت دراسة استقصائية لبحث السوق في مجال الضيافة بشأن آرائهم في أفضل عشر مدارس لإدارة الضيافة. الحائز على جائزة تعليم الضيافة، وهي شعبة من جوائز هيئة التعليم، قامت بتكليف لإجراء كل من هذه الدراسات الاستقصائية، و 2 من بين 10 من المدارس (أرقام 6، 8) تنتمي إلى الحائزين على جائزة تعليم الضيافة. وظهرت النتيجة على النحو التالي:
1. جامعة هونغ كونغ للفنون التطبيقية، هونغ كونغ
2. جامعة كورنيل،الولايات المتحدة الأمريكية
3. جامعة ولاية ميشيغان، الولايات المتحدة الأمريكية
4. جامعة نيفادا، لاس فيغاس، الولايات المتحدة الأمريكية
5. جامعة ولاية بنسلفانيا، الولايات المتحدة الأمريكية
6. جامعة سري، المملكة المتحدة
7. جامعة فرجينيا للتقنية، الولايات المتحدة الأمريكية
8. جامعة بيردو، الولايات المتحدة الأمريكية
9. جامعة ولاية أوكلاهوما، الولايات المتحدة الأمريكية
10. جامعة وسط فلوريدا، الولايات المتحدة الأمريكية

## [5]انظر أيضًا
- خدمة الضيافة
- مدير الفندق
- إدارة الفنادق